# Staro Nagoriczane
Staro Nagoriczane (mac. Старо Нагоричане) – wieś w północnej Macedonii Północnej. Ośrodek administracyjny gminy Staro Nagoriczane. W 2002 roku liczyła 555 mieszkańców, spośród których 81,44% stanowili Serbowie, 18,01% – Macedończycy, a 0,55% – pozostali.